# Darab
Darab (anteriorment Darabgerd, àrab Darabjird o Darabdjird) és una vila iraniana, capital del comtat del mateix nom, a la província de Fars, situada a una plana a uns 228 km al sud-est de Siraz. Té una població de 60.718 habitants (2000) i destacant els cultius de fruites (tarongers, llimoners i palmeres de dàtils).
La llegenda diu que fou fundada per Darab, el pare de Dara (Darios III Codomà) i que es va dir Darab Gerd que vol dir "Fort de Darab". El ssssànida Artaxerxes I va arribar al poder aprofitant el seu càrrec de governador militar de Darabgerd. Encara es conserva algunes restes de la fortalesa. Unes restes a la rodalia (a 8 km al sud-oest) conegudes com a Kalah i Dal-a (Ciutadella de Darios) consisteixen en una sèrie de construccions rodejant una roca, segurament un temple de foc. A 6 km al sud-est un baix relleu anomenat Naksh-i Rustam o Naksh-i Shapur, gravat a la cara d'una gran roca representa una victòria del sassànida Sapor I sobre l'emperador romà Valerià el 260; al costat mateix una sala en forma de creu, tallada en una roca, és anomenada Masdjid-i Sangi, i probablement és contemporània encara que unes inscripcions esmenten al sultà Abu Bakr i la data 1254.